# Victoria van Pruisen (1890-1923)

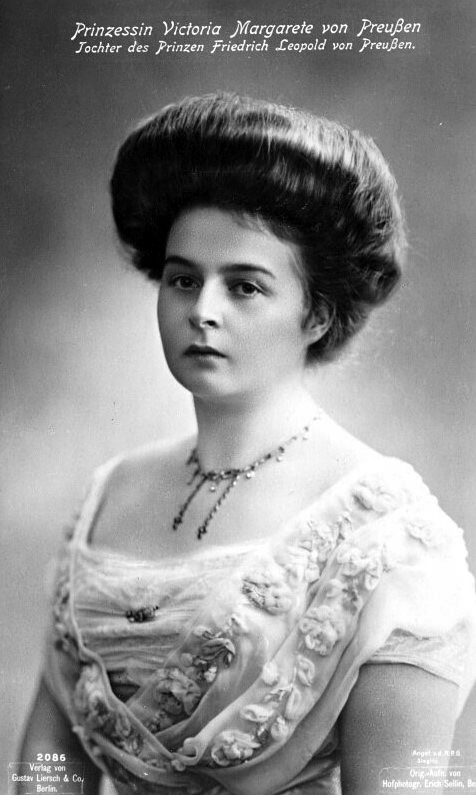
Prinses Victoria van Pruisen

Victoria Margaretha Elisabeth Maria van Pruisen (Potsdam, 17 april 1890 — Klein Glienicke (nu deel van Potsdam), 9 september 1923) was een Pruisische prinses uit het Huis Hohenzollern.
Victoria was het oudste kind van prins Frederik Leopold van Pruisen en prinses Louise van Sleeswijk-Holstein-Sonderburg-Augustenburg. Via haar moeder was ze een nicht van de laatste Duitse keizerin Victoria Augusta.
Op 7 mei 1913 trouwde ze met Hendrik XXXIII Reuß-Köstritz, zoon van Hendrik VII Reuß-Köstritz en Marie Anna Alexandrine Sophie van Saksen-Weimar-Eisenach. De Nederlandse prinses Sophie van Oranje-Nassau (een zuster van koning Willem III) was zijn grootmoeder. Victoria werd door haar oom, de Duitse keizer Wilhelm II, naar het altaar geleid.
Het paar kreeg twee kinderen:
- Marie Louise (1915-1985)
- Hendrik II (1916-1993)

Victoria en haar man scheidden in 1922. Een jaar later overleed Victoria aan de gevolgen van griep.